# Odd Brandsegg
Odd Arne Brandsegg (* 19. Juli 1948 in Målselv) ist ein ehemaliger schwedischer Skispringer.
Ab 1974 startete Brandsegg bei der Vierschanzentournee. Dabei konnte er jedoch zu keiner Zeit vordere Platzierungen erzielen. Bei den Schwedischen Meisterschaften 1976 gewann er den Titel von der Normalschanze. Bei den Olympischen Winterspielen 1976 in Innsbruck sprang er von der Normalschanze auf den 41. und von der Großschanze auf den 25. Platz. Ein Jahr darauf gewann er bei der Schwedischen Meisterschaft den Titel von der Normal- und Großschanze.
Nach seiner aktiven Karriere übernahm Bransegg diverse Positionen als Funktionär im Skisportbereich. So gehört er dem Schwedischen Olympischen Komitee an.

## Erfolge

### Vierschanzentournee-Platzierungen
| Saison  | Platz | Punkte |
| ------- | ----- | ------ |
| 1974/75 | 86.   | 162,7  |
| 1975/76 | 25.   | 760,9  |
| 1976/77 | 38.   | 714,1  |